# Gérard Mulys
 (septembre 2009).
Si vous disposez d'ouvrages ou d'articles de référence ou si vous connaissez des sites web de qualité traitant du thème abordé ici, merci de compléter l'article en donnant les références utiles à sa vérifiabilité et en les liant à la section « Notes et références ».
Gérard Mulys, né à Strasbourg le 3 septembre 1915 et mort à Neuilly-sur-Seine le 16 septembre 1986, est un danseur et chorégraphe, maître de ballet, professeur de danse et administrateur du ballet de l'Opéra de Paris.

## Biographie
Gérard Mulys fut l'élève de Gustave Ricaux, danseur étoile à l'Opéra de Nice de 1933 à 1939 et au théâtre du casino de Vichy de 1934 à 1939.
Danseur étoile, maître de ballet et chorégraphe à l'Opéra de Monte-Carlo de 1942 à 1947, ainsi que dans la compagnie du Nouveau Ballet de Monte-Carlo du Marquis de Cuevas, il devient maître de balle, chorégraphe et professeur à l'Opéra de Nice de 1950 à 1956. Il est nommé directeur de l'école de danse de la ville de Nice. En 1956, il vient à Paris à la demande Georges Hirsch, pour être nommé Maître de Ballet et professeur au théâtre national de l'Opéra-Comique et à partir de 1959 au théâtre national de l'Opéra. À partir de 1972, il participe à la réforme du ballet de l'Opéra de Paris. Il est nommé administrateur, à cette date, du ballet de l'Opéra et de l'école de danse.
Il interpréta le rôle de Charles IX dans le film de Jean Renoir Le Tournoi dans la cité (1928) sous le nom de Gérard Mock.
Gérard Mulys est le fondateur et président de l'association française des Maîtres de danse classique. Il fut membre de l'académie des chorégraphes.

## Publications
- Les Ballets de Monte-Carlo (1911 à 1944), 1954, préface de Jean Cocteau.
- Vie des Ballets de Monte-Carlo, 1947.
- Michel Fokine, éditions Georges Detaille, 1945 (gravures originales de Paul Seguin-Bertault et Luis Molné).

## Distinctions
- Chevalier dans l'Ordre de la Légion d'honneur (1976)
- Chevalier dans l'Ordre des Arts et Lettres (1971)
- Palmes Académiques